# Who Stole Feminism?

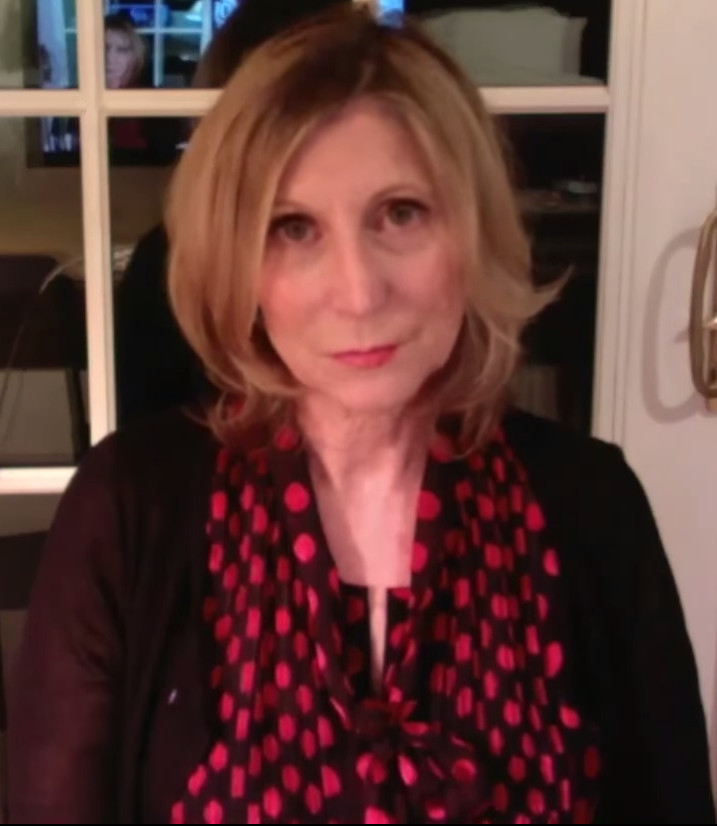
Christina Hoff Sommers 2016.

Who Stole Feminism? How Women Have Betrayed Women, ungefär Vem stal feminismen? Hur kvinnor har förrått kvinnor, är en bok om amerikansk feminism av Christina Hoff Sommers utgiven 1994 av förlaget Simon & Schuster. Vid tiden för boksläppet var Hoff Sommers filosofiprofessor vid Clark University i Worcester, Massachussetts.

## Sammanfattning
Who Stole Feminism? How Women Have Betrayed Women avhandlar skillnaderna mellan vad Hoff Sommers kallar "genusbaserad" (gender feminism) respektive "likartsbaserad" (equity feminism), där den förstnämnda versionen verkar för att motverka historiska könsbaserade orättvisor medan den sistnämnda strävar efter en juridisk jämlikhet mellan könen. Sommers skriver i boken att den genusbaserade feminismen överdriver kvinnors svårigheter, skyller på historiska skeenden och använder nutida skeenden felaktigt för att bevisa sina teser, samt förminskar kvinnor som offer [för patriarkatet].
Hon exemplifierar med att samhället historiskt försökte betvinga kvinnomisshandel tidigare än vad genusbaserade feminister vill erkänna och att de överdriver siffror om våld i nära relationer och anorexi för att belägga sina teser. Hon menar att genusbaserade feministers narrativ har fått ett grepp om akademierna, och att de tystar ifrågasättanden från både manliga och kvinnliga kritiker med etiketter som sexist och reaktionär respektive förrädare och kollaboratör.